# Papiro 7Q5

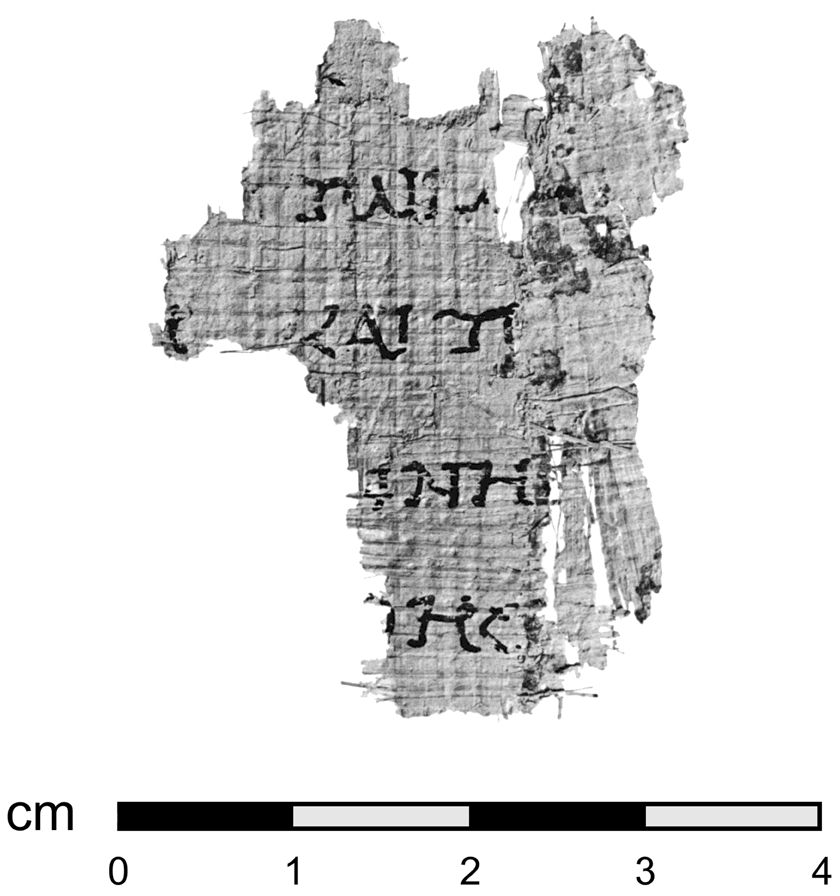
Fragmento 7Q5.

El 7Q5 es la manera como se codifica uno de los restos de papiro bajo el número 5 de la séptima cueva de Qumram. Fue uno de los múltiples restos de papiro descubiertos entre 1947 y 1955. El papiro está escrito en griego por un solo lado en tinta negra y es de color castaño grisáceo. Su tamaño es el de una estampilla con una dimensión de 3,9 centímetros de altura máxima con 2,7 centímetros de anchura máxima.
El papiro fue clasificado por M. Baillet, J.T. Milik y R. de Vaux, los primeros que clasificaron el material encontrado en Qumram, como de "difícil interpretación" entre los restantes 18 papiros de la Cueva VII, al no encontrar ninguna identificación posible ni dentro de la literatura veterotestamentaria ni dentro de la literatura griega clásica. La importancia del 7Q5 se presentó a partir de 1972 cuando el jesuita y papirólogo español José O’Callaghan Martínez (1922-2001) publicó unas conclusiones de sus propios estudios en los que aseguraba que tres de los fragmentos de papiro de la Cueva VII podrían ser textos neotestamentarios.
De las tres propuestas de identificación neotestamentaria de O'Callaghan, la del papiro 7Q5 es la que generó el más álgido debate y la que le trajo como consecuencia su aislamiento del mundo intelectual y bíblico por una década, al ser tenido su análisis del papiro como absurdo por exégetas reconocidos. La reapertura del debate se dio después de que el destacado papirólogo alemán Carsten Thiede reivindicara que la identificación de O'Callaghan no era absurda y que sus investigaciones habían sido serias desde el punto de vista científico.
Aunque no se ha determinado de forma concluyente que el 7Q5 corresponda al texto de Marcos 6, 52-53, tampoco ha habido una propuesta lo suficientemente contundente para desmentirlo. De probarse que 7Q5 es el fragmento de un texto neotestamentario, muchas conclusiones tenidas como definitivas en relación con la datación de los evangelios tendrían que replantearse y se estaría más cerca del llamado "Jesús histórico". El papiro se encuentra en la actualidad custodiado por el Museo de Israel entre los demás documentos y materiales encontrados en las cuevas del Mar Muerto.

## Historia

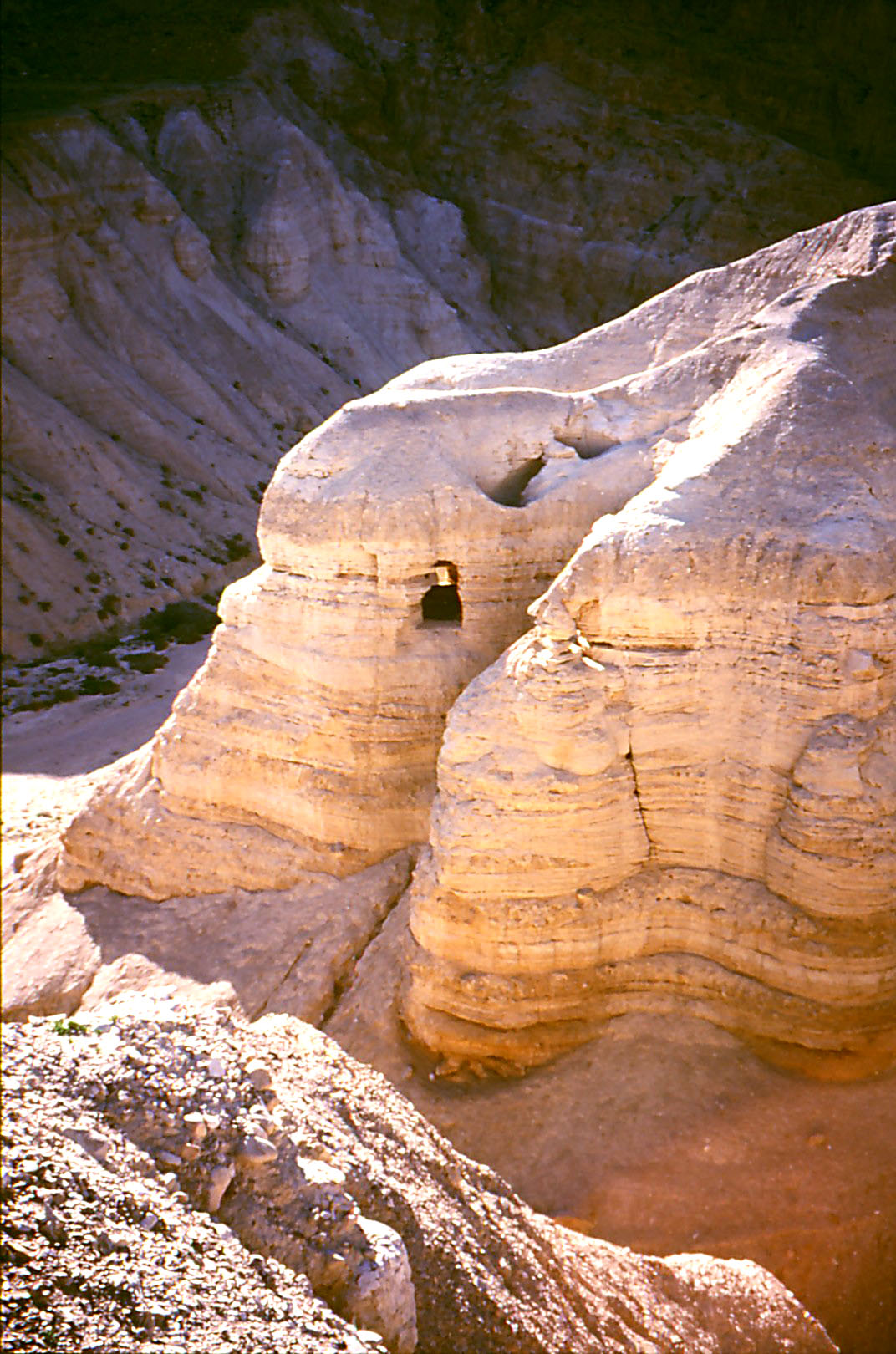
Vista de la IV Cueva de Qumrán desde las ruinas.

En 1947 fueron descubiertas las cuevas de Qumrán cerca de las ruinas del mismo nombre (Khirbeh Qumrán). Si bien las ruinas eran conocidas desde siempre, su significado real y la identidad de sus habitantes originarios sería dado por el descubrimiento de las cuevas.
Las cuevas fueron encontradas accidentalmente por unos beduinos cuando la parte occidental del Mar Muerto estaba bajo soberanía de Jordania (en 1967 pasaría al Estado de Israel).
De acuerdo a las primeras identificaciones y a los informes preliminares, entre los documentos de Qumrán no existen textos neotestamentarios. En su mayoría los rollos pertenecen a los profetas, salmos, libros históricos, apócrifos como El Libro de Enoc y las reglas de la comunidad esenia bajo el liderazgo del Maestro de Justicia.

### Hipótesis no demostradas

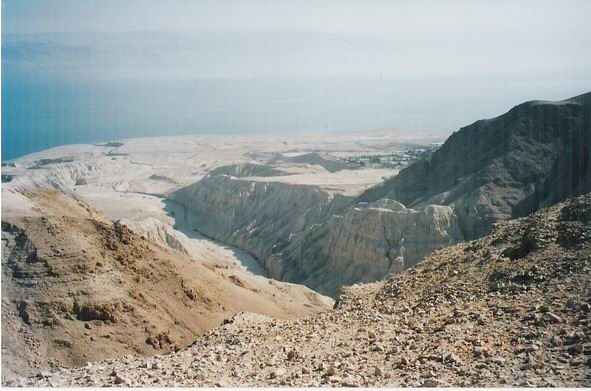
Valle del Mar Muerto.

El descubrimiento de las cuevas del Mar Muerto significó el mayor descubrimiento de la historia para los estudios bíblicos, la arqueología bíblica, la papirología y otros muchos estudios y disciplinas relacionados. Se trataba de los documentos más antiguos conservados con dataciones que iban de entre el año 50 a. C. al 50 y que daba credibilidad a la estructura bíblica veterotestamentaria.
Pero muchos estudiosos buscaron además respuestas a los orígenes del cristianismo y de personajes del siglo I como Juan el Bautista, Jesucristo, Pablo y Juan el Evangelista. El descubrimiento de Qumrán fue también el descubrimiento de una secta judía olvidada por la historia, pero de una gran importancia: los esenios entre los cuales se presentan coincidencias con el cristianismo, pero al mismo tiempo puntos que los distancian. Por esta razón muchos han visto a los esenios como un grupo influyente en la génesis del cristianismo e incluso se han esbozado propuestas como la pertenencia de Juan el Bautista a dicha comunidad y una posterior expulsión e incluso una relación directa de este grupo con Jesús, con Pablo y con Juan el Evangelista. Todas estas hipótesis no han sido probadas.

### Descubrimiento de la Cueva VII

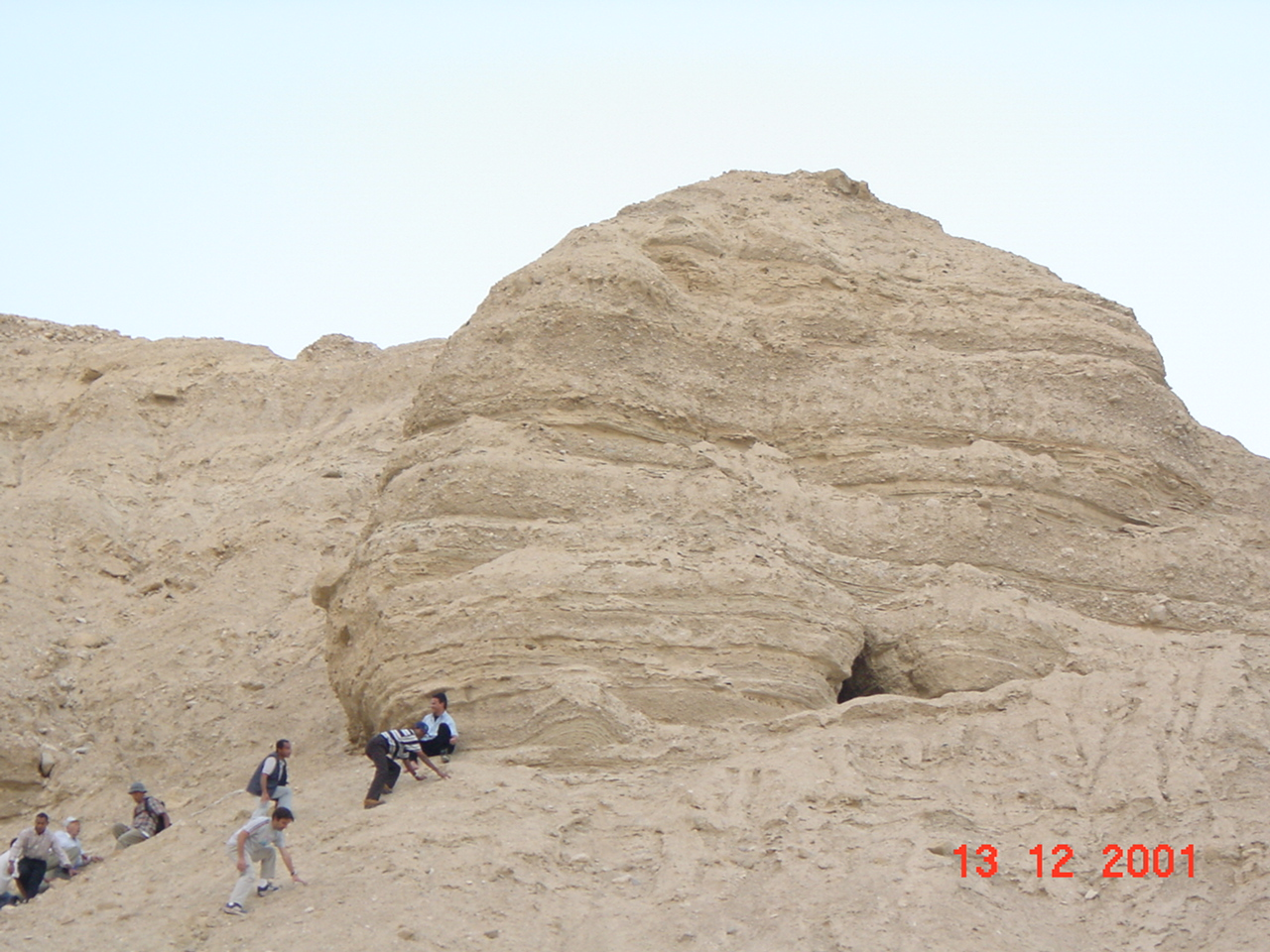
La VII Cueva del Waddy Qumrán en donde fueron encontrados 19 fragmentos de papiros escritos en griego dentro de una ánfora que lleva la inscripción "Roma" en hebreo.

Las once cuevas descubiertas en el valle de Qumrán fueron numeradas y el material encontrado en ellas de la misma forma. De esta manera cada uno de los rollos o papiros está codificado primero con el número de la cueva, después con la letra Q y posteriormente por el número que le corresponde.
Entre las once cuevas una de ellas se ha destacado por ser la de mayor dificultad en la identificación del material ya que los papiros están en grave estado de deterioro. Por otra parte tiene características únicas: 
- La única con documentación solo en griego (las otras cuevas tienen material solo en hebreo o en aramaico y en la IV Cueva hay sólo cuatro textos griegos).
- La única cueva con sólo papiros (las demás cuevas no tienen papiros sino pergaminos).
- No había documentos en hebreo o en aramaico en la cueva.
- Había un fragmento del apócrifo de Baruc inexistente en las demás cuevas.
- El 7Q3 es el papiro más grande de la cueva y permanece inidentificado.
- Los papiros estaban dentro de una ánfora con una inscripción en tinta negra que dice Rumah ("Roma") en hebreo y que es posible que designe el dueño de los papiros.

Pese a esto, los estudiosos iniciales de Qumrán no le prestaron mayor atención a la VII Cueva, mientras se dedicaron con mayor fascinación a las restantes cuyo contenido estaba en mejor estado.

### Identificaciones iniciales
Los editores encargados de la clasificación de los documentos encontrados en las cuevas de Qumrán determinaron que los 19 papiros eran de difícil interpretación dado su pésimo estado de conservación y las pocas letras legibles. Los papiros identificados fueron los siguientes:
- 7Q1: Éxodo 28, 4-7.
- 7Q2: Epístola de Jeremías, versículos de Baruc.

Los demás papiros fueron identificados por M.Baillet, J.T. Milik y R. de Vaux en 1962 como "probable procedencia bíblica". El papiro con el peor estado de conservación es el 7Q17 (una sola letra legible)

### Identificación de O'Callaghan
El papirólogo español José O’Callaghan, profesor del Instituto Pontificio Bíblico de Roma y director del Seminario Papirológico de Sant Cugat de Barcelona, publicó en 1972 los resultados de sus propias investigaciones acerca de los papiros de la VII Cueva. Para ello, O'Callaghan adelantó sus propios experimentos con los papiros en Israel. En las conclusiones de sus experimentos, el papirólogo determinó las siguientes identificaciones:
- 7Q4: 1 Timoteo 3, 16; 4, 1-3.
- 7Q5: Marcos 6, 52-53.
- 7Q6, 1: Marcos 4, 28.
- 7Q6, 2:[3] Hechos 28, 28.
- 7Q7: Marcos 12, 17.
- 7Q8: Santiago 1, 23.
- 7Q9: Romanos 5, 11-12.
- 7Q10: 2 Pedro 1, 15.
- 7Q15: Marcos 6, 48.

### Rechazo a la propuesta de O´Callaghan y rehabilitación

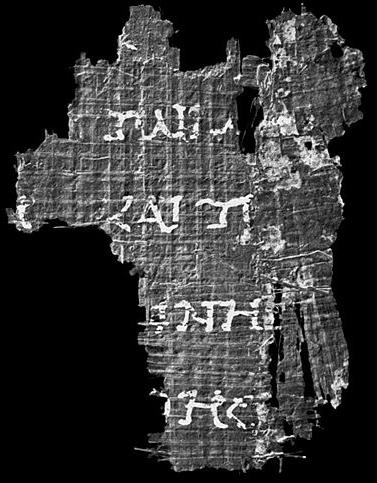
Un contraste del papiro para demostrar la evidencia de las letras y las partes deterioradas que obstaculizan naturalmente la identificación.

Las identificaciones de O'Callaghan fueron rechazadas de manera inmediata por los estudiosos bíblicos, si bien no hubo pronunciamentos en contra por parte de la papirología. Para muchos se trataba de un evidente intento de forzar la investigación en búsqueda, a como diera lugar, de textos neotestamentarios. La propuesta de O'Callaghan le valió su aislamiento del mundo de la investigación bíblica y la pérdida de su autoridad en dicho campo. Sin embargo, en 1982 un estudioso alemán de gran prestigio sería el encargado de reavivar el tema desde una perspectiva diferente. Se trataba del también papirólogo y teólogo Carsten Peter Thiede (1952-2004) quien demostró que si bien la identificación de O'Callaghan era de difícil demostración, no era completamente absurda.

## Método
El papiro primordial de la interpretación de O'Callaghan fue el 7Q5 y sólo a partir de esa propuesta desarrolló las demás interpretaciones. La identificación de restos de papiro antiguo no es novedosa y para ello se han desarrollado programas que contienen toda la literatura antigua conocida. El punto central en relación con los papiros de 7Q y con la excepción de 7Q1 y 7Q2 es que los mismos no coincidían ni con la literatura griega antigua ni con los textos del Antiguo Testamento. Los intérpretes originales no experimentaron con textos del Nuevo Testamento por varias razones:
1. No se tiene evidencia de la presencia de textos neotestamentarios dentro de las cuevas de Qumrán.
2. La antigüedad de los papiros de 7Q son anteriores al año 50, lo que los pone a fechas anteriores a las dataciones tenidas como oficiales de los documentos del Nuevo Testamento.

De esta manera, los papiros no fueron confrontados con documentos del Nuevo Testamento antes de las pruebas de O'Callaghan por ser considerados incongruentes con lo que se daba como un hecho. El papirólogo hizo las pruebas primero con textos griegos clásicos y veterotestamentarios y por último con textos neotestamentarios con la conciencia de que ello podría ser absurdo dado el estado de la cuestión. 

Porque sencillamente se me hacía muy difícil pensar que me encontraba ante papiros neotestamentarios datables, poco más o menos, como la mitad del siglo I. Y así - por razones de prudencia y reserva científica -, he diferido algo la divulgación del descubrimiento

La manera en la que O'Callaghan presenta sus conclusiones demuestra la comprensión del significado del descubrimiento y las contestaciones que esta podrían acarrear al contradecir axiomas científicos establecidos:

(...) parece que los famosos manuscritos permiten una aproximación inmediata al texto del Nuevo Testamento. Se trata de los papiros griegos hallados en la cueva 7, explorada el año 1955, y cuyos resultados se dieron a conocer en 1962

### Descripción física

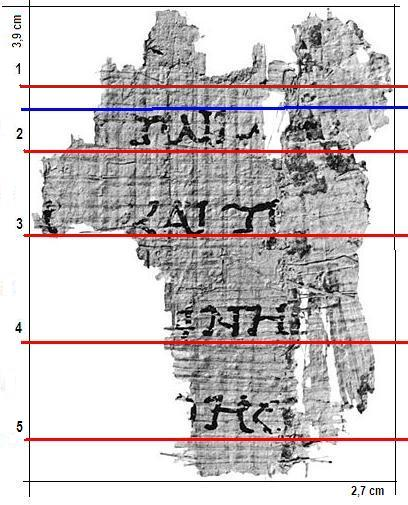
Medidas del papiro.

En un primer momento, el papiro no pudo ser clasificado satisfactoriamente porque las ocho letras griegas legibles y aceptadas por todos no coinciden con ningún texto veterotestamentario ni ningún otro texto de la literatura antigua conocido. Los primeros editores describen el fragmento de papiro de la siguiente manera:

Fragmento de papiro, bastante deteriorado, desfasado a derecha. Superficie rugosa, la parte de atrás es lisa. La escritura pertenece al estilo 'Zierstil' y es datable entre el 50 a.C. y el 50 d.C. La altura de las letras es de 2 a 3 mm. (1.3). Líneas de 7 a 9 mm.

Descripciones básicas: 
- Escrito en estilo ornamentado o "Zierstil": Este estilo de los escribas fue utilizado entre los años 50 a. C. y 50 (época herodiana).[7]
- Número de renglones: 5.
- Scriptio: Continua, es decir, sin interrupción de espacios y frases.
- Dimensiones: 3,9 de altura máxima por 2,7 centímetros de anchura máxima.
- Número de letras: 20.
- Número de letras legibles: dato no seguro.
- Distribución espacial de las letras: insegura porque, si es el texto de Marcos, faltan tres palabras en comparación con el texto actual.
- Color: Castaño claro grisáceo.
- Color de la tinta: Negro.
- Lados escritos: Una sola cara.
- Nota: Se nota una pequeña pausa entre la última y la penúltima letra visible del segundo renglón.[8]

## Letras
| Letra | Boismard                                                                      | O'Callaghan                                                 |
| ----- | ----------------------------------------------------------------------------- | ----------------------------------------------------------- |
|       | Punto que podría el resto de Ε (épsilon), Θ (theta), Ο (ómicron) o Ϲ (sigma). | Ε (épsilon).                                                |
|       | Τ (Tau), antecedida de un punto, vestigio de una letra sin identificar.       | T (Tau), el vestigio del punto anterior puede ser Y.        |
|       | Ω (omega)                                                                     | Ω (omega con iota suscrita)                                 |
|       | Posiblemente Α (alfa), pero es de grave deterioro.                            | Η (eta): Es sobre esta letra que se centran sus opositores. |
|       | Η ΚΑΙ (eta es propuesta)                                                      | Η ΚΑΙ (eta propuestas coincidente)                          |
|       | ΤΩ                                                                            | ΤΙ                                                          |
|       | ΝΝΗϹ                                                                          | ΝΝΗϹ: la clave de la interpretación ocallaghiana            |
|       | ΦΗ ΕϹ                                                                         | ΦΗ ΕΑ                                                       |

### υ del segundo renglón

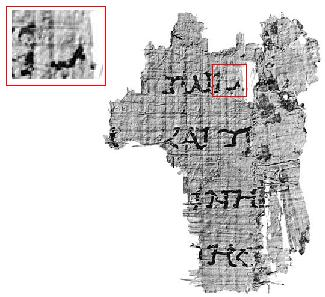
Benoit clasifió esta letra como de difícil interpretación y propuso una posible Α, pero O'Callaghan propone Υ, una de las identificaciones más rebatidas.

Benoit dice que esta letra es de difícil identificación. La compara con la υ del cuarto renglón que tiene 3 mm, mientras este tiene 3.5 mm. Sin embargo la variación en el tamaño no contradice la identificación dado que es un manuscrito. A esta identificación se oponen Benoit, Boismard, Gordon D. Fee y S. Pickering, pero Thiede y Herbert Hunger concluye que la identificación como υ es auténtica. Para D. Fee el principal problema de la identificación ocallaghiana radica en este punto. En ello coincide también G. Staton que dice:

Si bien es improbable que una antigua copia del Evangelio de Marcos llegase a la cueva 7, esto no sería imposible. La teoría que 7Q5 sea parte del Evangelio de Marcos no fracasa por esta razón, pero más sencillamente porque la letra decisiva ilegible del segundo renglón no puede ser una nu

El 12 de abril de 1992 la División de Identificación y Ciencias Forenses de la Policía Nacional de Israel adelantó una rigurosa inspección en el fragmento original y el diagnóstico presentado estuvo a favor de la interpretación de la letra como nu (ν). La inspección fue transmitida en directo por la Televisión de Baviera y con la presencia de notables científicos interesados en el tema.

### ννησ del cuarto renglón
La clave de la identificación ocallaghiana radica en esta combinación ννησ (ΝΝΗϹ), las cuales no pudieron ser rastreadas anteriormente en ningún texto veterotestamentario con satisfacción. O'Callaghan se decidió a probar con el Nuevo Testamento consciente de que ello podría ser considerado absurdo por los demás científicos que en general concluyen que en Qumran no existen textos del Nuevo Testamento probados. En tal caso ννησ coincide con palabra "Gennesaret". La combinación había sugerido a otros investigadores una genealogía como muchas de las que abundan en los libros del AT, pero ninguna propuesta había sido lo suficientemente satisfactoria, como no lo serían los intentos de identificaciones en contra de la propuesta de O'Callaghan hechas posteriormente. 
O'Callaghan probó primero con el texto en el que se menciona Genesaret en referencia al lago de Galilea que aparece en la Biblia de los LXX en I Macabeos 11, 67, en donde se lee Gennésar, pero ninguna de las otras letras coincide, lo que descarta la identificación. En tal caso procedió a hacer el experimento con textos neotestamentarios y Marcos 6, 52-53 presenta una coincidencia mucho más lógica. Por otro lado, los elementos paleográficos corresponden a la primera mitad del siglo I.

### επι την γην
Si la identificación es correcta, el texto de 7Q5 omite la expresión επι την γην (hacia la orilla), que debe seguir en la cuarta línea. Sin embargo, otros documentos antiguos bíblicos suelen omitir expresiones que se encuentran en los documentos contemporáneos. En numerosos casos los escribas omitían expresiones con el fin de conservar lo que se denomina esticometría, es decir, lo que modernamente podemos llamar la "justificación del texto" en un editor de textos. Los críticos de la propuesta ocallaghiana no han insistido mucho en esta omisión por esa misma razón.

### διαπερασαντες o τιαπερασαντες
Otra característica de 7Q5 es que, si es el texto marquiano, la palabra διαπερασαντες (diaperasantes, "que atraviesan") viene escrita con Τ (tau) y no con Δ (delta) por lo que sería "tiaperasantes". Esta objeción fue desmontada bien pronto ante otro descubrimiento esta vez procedente del Templo de Jerusalén. Entre el Atrio de los gentiles y el Templo propiamente, se ponía un aviso real que prohibía a los gentiles cruzar hacia los atrios de Israel. El aviso estaba escrito en una piedra en griego, que era la lengua franca de la época y la última encontrada había sido ordenada por el rey Herodes el Grande en el cual advertía que el gentil que atravesara la barrera de piedra podía ser condenado a muerte. La expresión "atravesar" (διαπερασαντες que se lee diaperasantes) aparece en la inscripción herodiana con tau tal como propone la interpretación marquiana de 7Q5. Este descubrimiento llevó a encontrar otros casos similares en los que el griego antiguo cambiaba delta por tau y de esta manera fue defendida la propuesta διαπερασαντες como διαπερασαντες en 7Q5.

### Spatium antes de και
Otra de las claves de la interpretación ocallaghiana es el espacio (spatium) que antecede a και y que marca el final del versículo 52 y el inicio del 53 y que corresponde a la manera en la que los escribas marcaban el cambio de un párrafo.

### Identificacionesocallaghianaspor renglones
1. .ε
2. .υτ.ω_.η
3. _η_και.τι
4. ννησ
5. Φη.σ.α

En mayúsculas como en el original:
1. .Ε
2. .ΥΤ.Ω_.Η
3. _Η_ΚΑΙ.ΤΙ
4. ΝΝΗϹ
5. ΦΗ.Ϲ.Α

### Marcos 6, 52-53
Ver propuesta ocallaghiana dentro del texto griego animada por Aciprensa.
El texto referido como posibilidad de identificación de 7Q5 es del Marcos 6, 52-53. Nótese que la expresión "epi tēn gēn" (a tierra) debe ser eliminada para encajar en el texto:

52pues no habían comprendido lo de los panes, y sus corazones estaban endurecidos. 53Cuando cruzaron, fueron a tierra en Genesaret, y amarraron el bote a tierra

Transliteración del griego en caracteres latinos:

52dioti den énoēsan ek tōn artōon epeidē hē kardía autōn ēto pepōrōmenē 53kai diaperasantes ēlthon epi tēn gēn Gennēsaret kai elimenisthēsan.

Texto en griego:

52ΔΙΟΤΙ ΔΕΝ ΕΝΟΗΣΑΝ ΕΚ ΤΩΝ ΑΡΤΩΝ ΕΠΕΙΔΗ Η ΚΑΡΔΙΑ ΑΥΤΩΝ ΗΤΟ ΠΕΠΩΡΩΜΕΝΗ 53ΚΑΙ ΔΙΑΠΕΡΑΣΑΝΤΕΣ ΗΛΘΟΝ ΕΠΙ ΤΗΝ ΓΗΝ ΓΕΝΝΗΣΑΡΕΤ ΚΑΙ ΕΛΙΜΕΝΙΣΘΗΣΑΝ

Las letras que están registradas en el fragmento según la interpretación ocallaghiana en negrilla (excepto el punto del primer renglón):

52ΔΙΟΤΙ ΔΕΝ ΕΝΟΗΣΑΝ ΕΚ ΤΩΝ ΑΡΤΩΝ ΕΠΕΙΔΗ Η ΚΑΡΔΙΑ ΑΥΤΩΝ ΗΤΟ ΠΕΠΩΡΩΜΕΝΗ 53ΚΑΙ ΔΙΑΠΕΡΑΣΑΝΤΕΣ ΗΛΘΟΝ ΕΠΙ ΤΗΝ ΓΗΝ ΓΕΝΝΗΣΑΡΕΤ ΚΑΙ ΕΛΙΜΕΝΙΣΘΗΣΑΝ

## Otras pruebas
Numerosas pruebas se han llevado a cabo desde entonces al papiro, sea para desmentir la propuesta ocallaghiana, sea para demostrarla. Una de ellas fue el análisis llevado a cabo por la División de Identificación y Ciencias Forenses de la Policía de Israel en 1992 para dirimir la identificación de la difícil letra ilegible propuesta por O'Callaghan como N. 

### Prueba matemática
Otra de las pruebas científicas vino de la matemática y fue requerida al célebre especialista español Alberto Dou Mas de Xaxàs. El matemático acudió al cálculo de posibilidades de que las letras y espacios del papiro coincidieran con cualquier combinación posible, existente o no, en griego con un número limitado de palabras. Dou discutió el asunto con un estadígrafo y finalmente se animó a realizar el cálculo matemático basándose en dos hipótesis generales de cálculo: 
1. ¿Qué probabilidades existen de que se encuentre casualmente otro texto con el mismo número de espacios y letras del 7Q5, distribuido entre líneas de 20 y 23 letras, como tiene el texto de Marcos? (Hipótesis P2).
2. ¿Qué probabilidades existen de que se encuentre otro texto con líneas más largas, de entre 37 y 42 letras, suponiendo de que el texto no sea de Marcos? (Hipótesis P3).

Dou recurrió a la informática para realizar el cálculo con precisión absoluta. Después de algunos días de trabajo, las operaciones matemáticas arrojaron el siguiente resultado: 
Para la hipótesis P2 las probabilidades de que se encuentre casualmente otro texto con el mismo número de espacios y letras del 7Q5 es de una posibilidad en 36 mil billones.
Para la hipótesis P3 las probabilidades de que se encuentre otro texto con líneas más largas si no es Marcos, son de 1 contra 430 billones.
Dou, sin embargo, se pone en una posición aún más exigente y afirma que al equilibrar desde el punto de vista del cálculo de probabilidades, un texto literario expresivo con un inexpresivo texto matemático, se da lugar a un error de difícil estimación. Para compensar "por exceso", Dou realiza nuevas y complejas operaciones matemáticas que arrojan nuevas cifras: 
Para la hipótesis P2 el texto expresivo, las posibilidades son de una contra 900 mil millones.
Para la hipótesis P3 el texto expresivo, la nueva cifra es de una contra 10 mil millones.
De tal manera que, incluso en el caso de mayor exigencia científica, la probabilidad de que el 7Q5 sea cualquier otro texto hipotéticamente posible en griego y no sea el texto de Marcos es de una contra 10 mil millones. Estadísticamente, una cifra así es considerada como definitivamente segura. La cifra del profesor Dou, por tanto, indica que la hipótesis de que el 7Q5 no sea Marcos 6, 52-53 sería técnicamente imposible.
Otra de las consecuencias importantes del estudio de probabilidades del profesor Dou es que en el supuesto de que se tratase de un papiro identificado como un texto de literatura griega todavía desconocido para nosotros, éste hipotético texto no será en absoluto independiente de Mc 6 (Marcos 6), 52-53 sino que estará en íntima relación con él.
"Esto, científicamente hablando, ya no es una hipótesis, es una tesis". Con estas palabras acompañó Dou la entrega a O´Callaghan de las 30 páginas conteniendo los estudios matemáticos.

### Programa Ibycus
La otra prueba destacada dentro de la historia del 7Q5 vino de la informática al ser sometido al rastreo de la base de datos del Thesaurus Linguae Graecae del programa Íbico desarrollado por David W. Packard y en el cual se registra toda la literatura griega antigua con un total aproximado de 99 millones de palabras en su base de datos para 2008. La Universidad de Liverpool sometió el fragmento a un sondeo de la base de datos de Ibycus en 1972, año en el cual tenía 42 millones de palabras registradas y los resultados favorecieron una vez más la interpretación ocallaghiana. A esta prueba informática se relaciona el nombre del destacado profesor alemán Kurt Aland, férreo oponente de la interpretación ocallaghiana, quien hizo varias pruebas utilizando el Ibycus y fue sorprendido por los informáticos alterando datos para justificar sus tesis.
Sin embargo para expertos como Daniel B. Wallace el Ibycus tiene los siguientes límites:
1. La ilegibilidad de algunas letras obliga a darle al programa esas letras como ya identificadas dentro del texto propuesto.
2. Si se da al programa un texto propuesto (al caso Marcos), el programa no puede rastrear otro texto desconocido que posiblemente sea el del fragmento.

Otros estudiosos no ven las objeciones de Wallace como un problema a la identificación informática al concluir que una identificación de un papiro no es tarea absoluta de un programa y que Ibycus no concluyó que 7Q5 fuese parte del Evangelio de Marcos, sino que presentó al Evangelio de Marcos como el candidato con más probabilidades.

### Propuestas de E.A. Muro y E. Puech
Después de la identificación ocallaghiana de 1972, numerosas identificaciones y propuestas se llevaron adelante, en muchos casos con el fin de desvirtuar la de O'Callaghan. Pero las más célebres han sido las de E.A. Muro en EE. UU. y E. Puech en Israel, cuyas propuestas y su autoridad científica se constituyeron en el principal factor que descalificara de manera tajante la propuesta ocallaghiana en la década de los 70. Florentino García Martínez, quien tradujo los escritos de Qumrán, incluyó las identificaciones de Muro y Puech como ciertas y dio por falsa de manera definitiva la interpretación de O'Callaghan sin una cuidadosa revisión.
Según Luis Heriberto Rivas, Muro y Puech "han detectado hasta siete fragmentos que pertenecían a la misma hoja de papiro que 7Q5" y, de acuerdo a dicha identificación, 7Q5 pertenecería al Libro Apócrifo de Henoc. 
A pesar de la autoridad de los dos autores mencionados por Rivas, su identificación ha tenido una más álgida contestación y descalificación que la ocallaghiana:
1. Los "siete fragmentos" encontrados por ambos estudiosos nunca fueron hechos públicos o no existen evidencias de su existencia. Hasta el momento 7Q5 sigue siendo una pieza única.
2. Los estudios de Muro y Puech, tendientes a identificar 7Q5, no utilizaron a 7Q5, sino que lo supusieron, es decir, no existe en realidad un esquema que pueda ser llamado "identificación 7Q5 de Muro y Puech".
3. La hipótesis "Libro de Henoc" fue probada en cambio con 7Q4.[20]
4. No existe ninguna paridad posible entre 7Q5 y Libro de Henoc.
5. Al probar la identificación con 7Q4, Muro y Puec no tienen en cuenta que existe el fragmento 7Q4,2 e incluyen a 7Q8 y 7Q9 como parte de un mismo corpus del 7Q4.
6. Puech elaboró sus propios diseños de papiros y no trabajó con los originales.

## Razones contra dicha identificación
Para Daniel B. Wallace, las principales objeciones se resumen en tres puntos así:
1. El mal estado del papiro.
2. La carencia de pruebas contundentes que prueben que el Evangelio de Marcos fue escrito antes del año 68.
3. Aunque muchos quieren ver similitudes entre esenios y cristianos, un análisis más detallado demuestra que tienen contrariedades irreconciliables y por lo tanto no se ve como lógico que los esenios hayan conservado textos cristianos entre sus documentos.

Para J.M.Vernet el siguiente es el cuadro de objeciones:
1. Tamaño demasiado pequeño del papiro.
2. Sólo tiene 20 letras, de las cuales algunas son de difícil interpretación.
3. Carencia de la expresión "epi ten gen" (sobre la tierra).

## Hipótesis de Antonio Piñero
Según el  investigador español Antonio Piñero, el texto del fragmento 7Q5 pertenece al final del libro I de Enoc, hecho que demuestra a través del reciente descubrimiento de que cada hoja de papiro es identificable porque sus fibras tienen una disposición especial y única, casi como una huella digital; por lo tanto la hipótesis de pertenencia al evangelio de Marcos quedaría refutada.

## Razones a favor
La principal razón que arguyen quienes están a favor de la identificación ocallaghiana es sin duda su resistencia a las objeciones que la pone como la identificación más factible aunque no definitiva. Si bien no se ha encontrado el eslabón perdido que dé por certero que 7Q5 es un fragmento del Evangelio de Marcos, sostienen que tampoco se ha encontrado una propuesta lo suficientemente científica que la desmienta. Según los defensores de la propuesta de O'Callaghan, quienes la desmienten lo hacen desde un punto de vista retórico más que experimental.
Entre otras razones a favor de la identitificación ocallaghiana se presentan:
1. No se han presentado objeciones a la interpretación por parte de los papirólogos, es decir, el círculo al que en realidad pertenece O'Callaghan. La mayoría de las objeciones han venido por parte de los exégetas.
2. Otras ciencias que han sido invitadas a la investigación no han desmentido la interpretación (matemáticas con el cálculo de probabilidades de Dou e informática con la base de datos de Ibycus).
3. Otros fragmentos de papiro griego de la literatura antigua, incluso más pequeños, han sido identificados y admitidos sin mayores objeciones, por lo que se puede concluir que las objeciones a la interpretación ocallaghiana están basadas en gran parte sobre lo que significa que el 7Q5 sea un texto neotestamentario más que la identificación en sí.
4. A pesar de los puntos divergentes entre esenios y cristianos, un texto cristiano en las bibliotecas esenias no tiene porqué ser ilógico. La particularidad de la Cueva 7, por otra parte, en relación con las demás cuevas, puede significar que dicha cueva haya sido utilizada para conservar documentos foráneos a la comunidad de Qumrán.
5. Las pruebas de O'Callaghan conservan el rigor científico y aunque defiende la identificación, no la da como contundente.[24] Una de las características de los estudios de O'Callaghan y posteriormente de Thiede, es que ambos hicieron siempre sus observaciones con el fragmento original en Israel. Por otro lado, muchos de los objetores lo hicieron con copias y nunca revisaron el original.
6. Algunos de los más álgidos opositores de la interpretación ocallaghiana, especialmente en Estados Unidos, moderaron su posición al realizar estudios más detallados, como James Charlesworth y Daniel B. Wallace.

## Consecuencias
Si se encuentra el eslabón perdido que determine de manera contundente la identidad de 7Q5 (por ejemplo otro fragmento del mismo corpus u otro texto griego que ratifique la identificación ocallaghiana o la refute), se pueden prever diferentes consecuencias. En el caso en que se concluya de manera absoluta que se trata de un fragmento del Evangelio de Marcos, datado hipotéticamente de una fecha comprendida entre los años 68 y 73, tendría que haber sido redactado en una fecha más temprana, anterior a 68, año en el cual la comunidad de Qumrán fue destruida por los romanos. Como el 7Q5 fue datado entre el 50 a. C. y el 50, es factible que —siendo de Marcos— implique que existían fragmentos escritos del Evangelio cronológicamente cercanos al Jesús histórico. Una identificación contundente de 7Q5 como un fragmento del evangelio de Marcos representaría un revés intelectual para quienes concluyen que los evangelios canónicos fueron redactados tardíamente, incluso después del siglo II, y para aquellos que hipotetizan que los relatos evangélicos sobre Jesús son míticos.
En la actualidad, el papiro confirmado más antiguo de un Evangelio que se conserva es el P52 que corresponde al Evangelio de Juan y que está datado hacia la mitad del siglo II, es decir, aproximadamente cien años después del 7Q5.